# Ряхмеярви
Ряхмеярви — пресноводное озеро на территории Боровского сельского поселения Калевальского района Республики Карелии.

## Общие сведения
Площадь озера — 1,1 км². Располагается на высоте 169,0 метров над уровнем моря.
Форма озера продолговатая: оно вытянуто с запада на восток. Берега каменисто-песчаные, местами заболоченные.
Из юго-восточного залива озера вытекает безымянный водоток, втекающий с левого берега в реку Лахну, впадающую в реку Пизьму. Пизьма впадает в озеро Юлиярви, через которое протекает река Кемь.
Код объекта в государственном водном реестре — 02020000911102000005025.